# Vilija Matačiūnaitė
Vilija Matačiūnaitė, nota anche con lo pseudonimo di Sunday Afternoon (Vilnius, 24 giugno 1986), è una cantante lituana.
Ha partecipato all'Eurovision Song Contest 2014 come rappresentante della Lituania presentando il brano Attention.

## Discografia
- Mylėk (2006)
- Attention! (2014)
- Open (2021)